# Одакар
Одакар (Одакер, Одоакер I, Одоакар) фон Близгау (на немски: Odoacar; Odoaker I, Odaker, Odacre, Odoacar von Bliesgau; * пр. 820; † сл. 901/902) е 893 г. гау-граф в Близгау и от 901 до 902 г. граф в Ардененгау.
Той завършва Оберлинксвайлер като резиденция. През 843 г. дава Близгау на император Лотар I и през 855 г. на Лотар II.

## Деца
Той е баща на:
- Фридрих в Близгау († 23 октомври 904 в Трир), абат на Горце и Вердюн (Saint Vanne).
- Вигерих (Видрикус) в Бидгау (* ок. 870; † 918/1921), граф на град Трир, през 902 г. и 909 г. граф в Бидгау и от 915/916 г. пфалцграф на Лотарингия, женен 907/909 г. за Кунигунда (* 890/895, † сл. 923), родоначалник на Арденските графове, Арденски дом (Вигерихиди).